# Bisca99Posse
I Bisca99Posse sono stati un supergruppo musicale rap / raggamuffin italiano, formato da componenti di due band di Napoli, 99 Posse e Bisca.

## Storia
Nel 1992, 99 Posse, Bisca e Almamegretta collaborarono insieme per l'uscita del singolo Sott'Attacco Dell'Idiozia. È da questo momento di incontro che si gettano le basi per il supergruppo Bisca99Posse che in due anni girerà l'Italia con più di 200 date e con picchi di 15.000 persone.
Come frutto di questa attività live, nel 1994 il gruppo pubblica il doppio cd live Incredibile opposizione tour 94. L'uscita di Guai a chi ci tocca, album del 1995, è l'ultimo atto di Bisca99Posse, che ritenuta esaurita l'esperienza comune tornano ciascuno sulle proprie strade.
Nel 2006 Luca "'o Zulù" Persico (il frontman dei 99 Posse) e i Bisca collaborano per il progetto BiscaZulù. Nel maggio 2007 esce l'album I tre terroni, seguito dal tour.

## Formazione
- 'O Zulù - voce
- Sergio "Serio" Maglietta - voce, sax, tastiere
- Elio "100 gr." Manzo - chitarra, cori, tastiere
- Massimo "JRM" Jovine - basso, cori
- Marco "Kaya pezz'8" Messina - campionamenti, programmazione computer
- Claudio "Clark Kent" Marino - batteria, cori
- Maria "Meg" Di Donna - cori

## Discografia
- 1994 - Incredibile opposizione tour 94 (Doppio Live)
- 1995 - Guai a chi ci tocca